# یک کشور، دو سیستم
" یک کشور، دو سیستم " (به انگلیسی: "One country, two systems") یک اصل قانون اساسی جمهوری خلق چین است که حکومت هنگ کنگ و ماکائو را پس از تبدیل شدن به مناطق اداری ویژه چین در سال‌های ۱۹۹۷ و ۱۹۹۹ توصیف می‌کند.
این اصل قانون اساسی در اوایل دهه ۱۹۸۰ در جریان مذاکرات هنگ کنگ بین چین و پادشاهی متحده بریتانیا تدوین شد. این اصل شرط می‌کرد که تنها یک چین وجود داشته باشد، اما این سرزمین‌ها می‌توانند سیستم‌های اقتصادی و اداری خود را نگه دارند، در حالی که بقیه سرزمین اصلی چین از سیستم سوسیالیسم با ویژگی‌های چینی استفاده می‌کنند. بر اساس این اصل، هر یک از این دو منطقه می‌توانند همچنان نظام حکومتی، حقوقی، اقتصادی و مالی ویژهٔ خود را داشته باشند، از جمله روابط تجاری با کشورهای خارجی، که همگی مستقل از سرزمین اصلی هستند.
با این حال، از سال ۲۰۲۰، در نتیجه تصویب قانون امنیت ملی توسط هنگ کنگ در ۳۰ ژوئن همان سال، ایالات متحده و بریتانیا دولت چین را به نقض جدی این اصل محکوم کردند.
جمهوری خلق چین همچنین پیشنهاد کرده‌است که این اصل را در اتحاد چین با تایوان به کار گیرد.

## نگارخانه

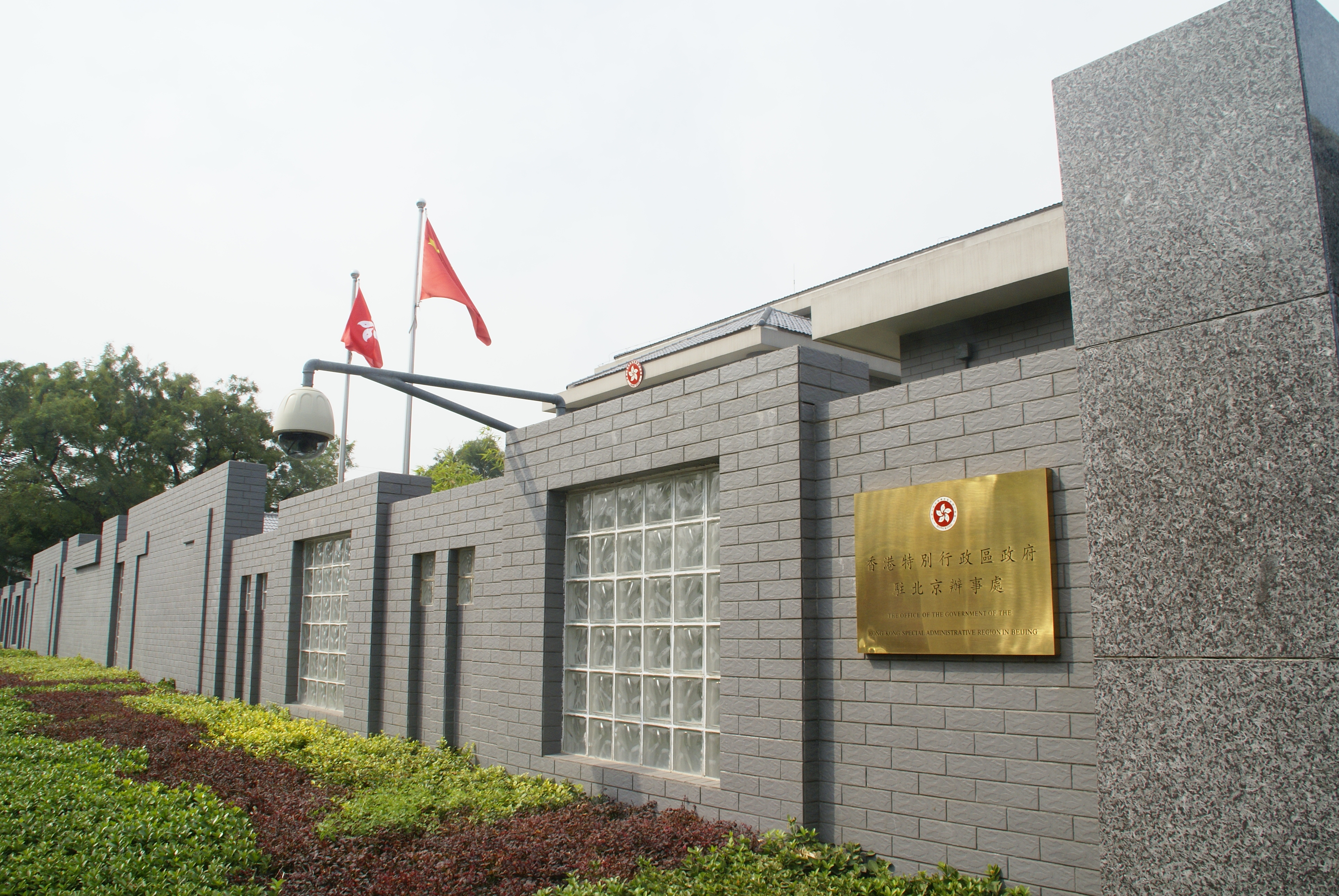
دفتر دولت هنگ کنگ SAR در پکن

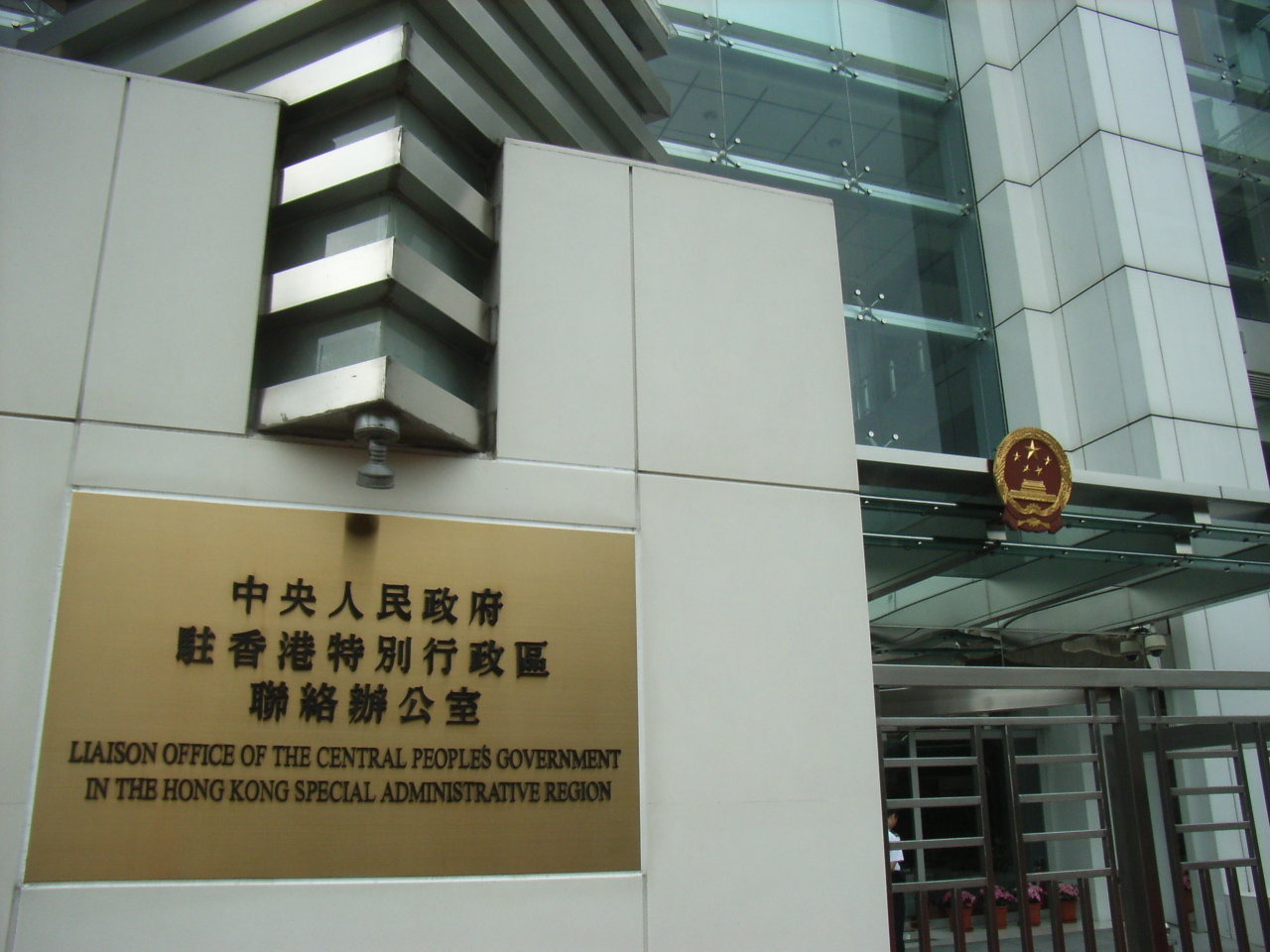
دفتر ارتباط دولت مرکزی خلق در هنگ کنگ SAR

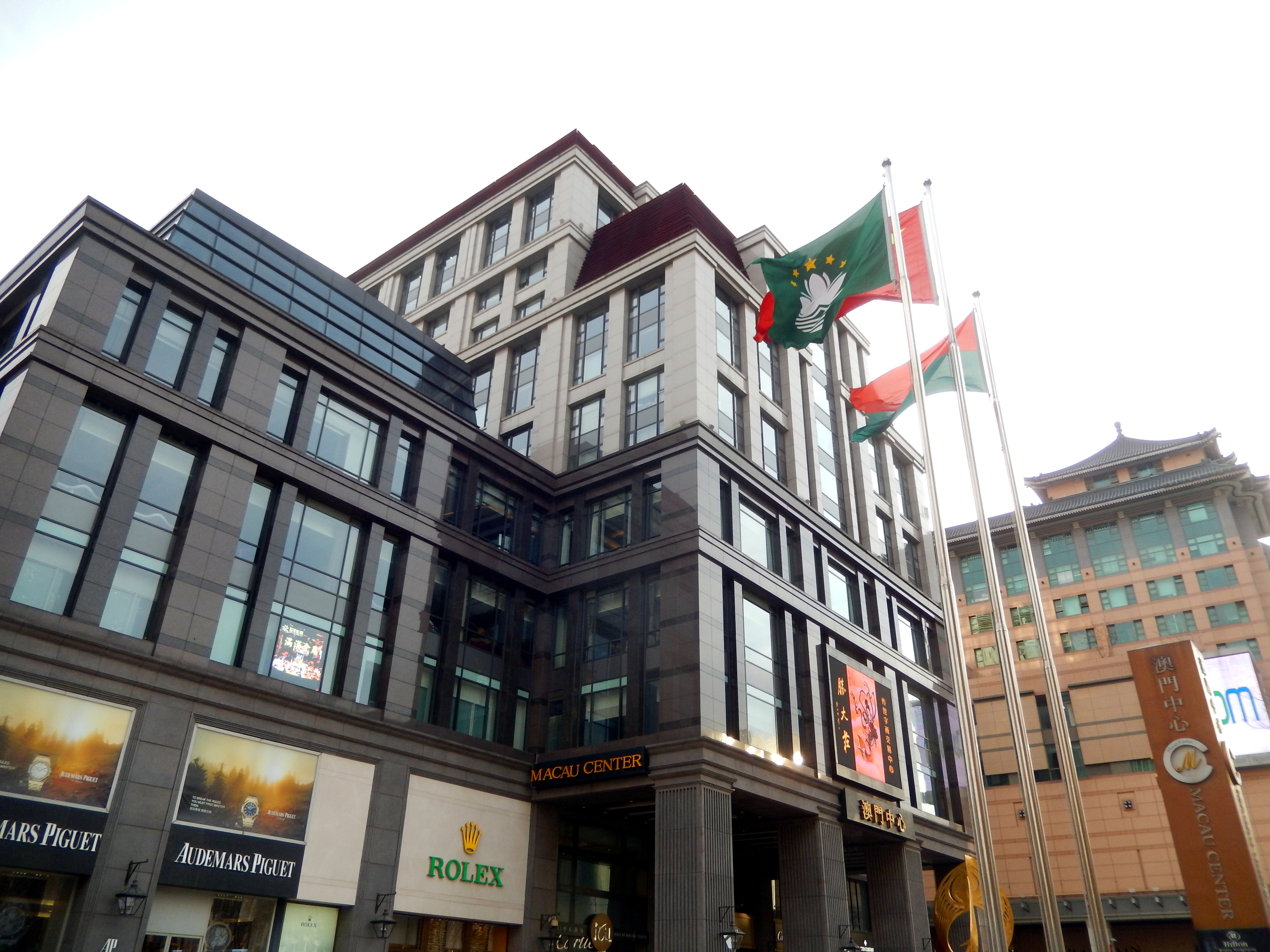
دفتر منطقه ویژه اداری ماکائو در پکن

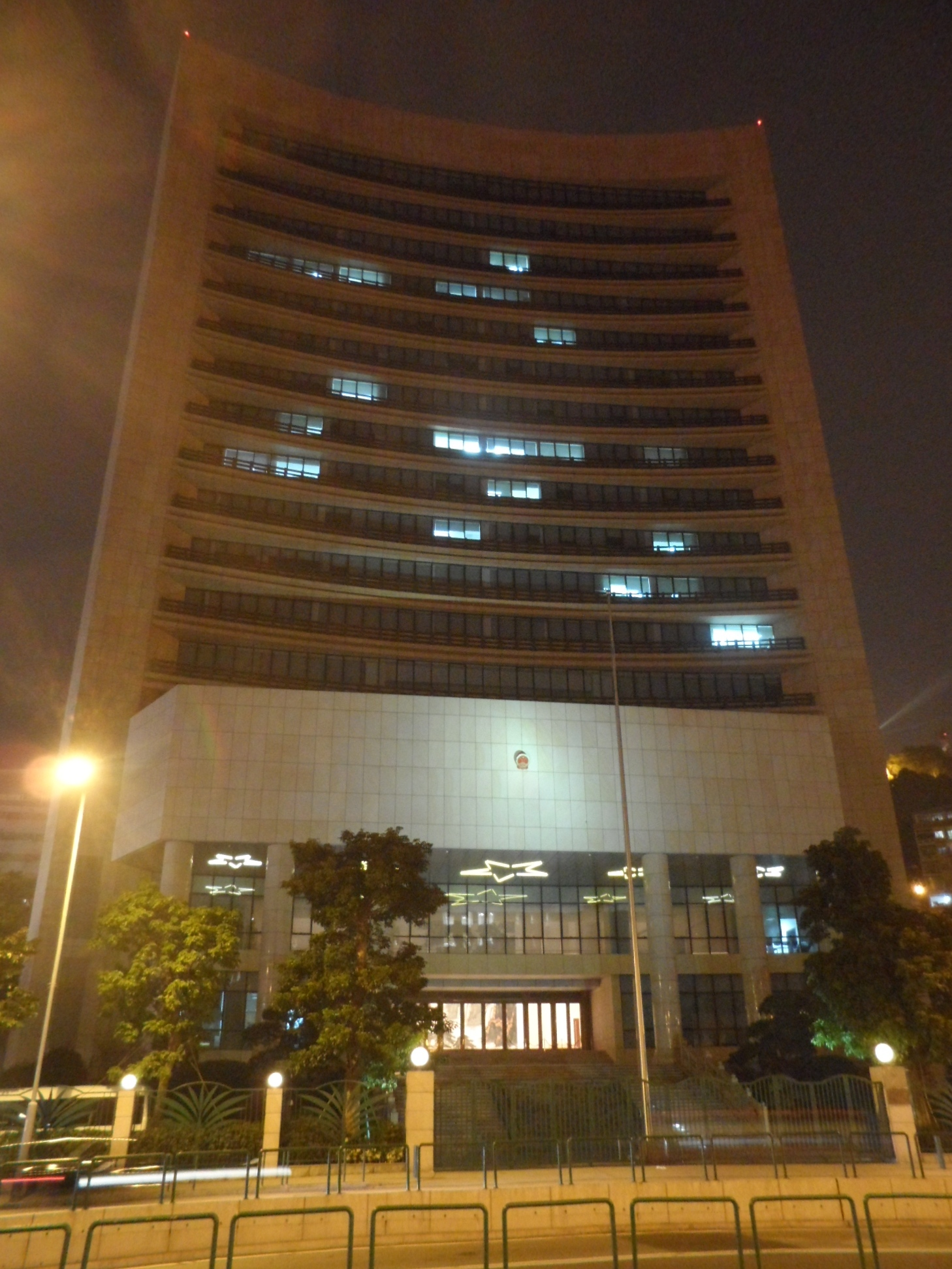
دفتر ارتباط دولت مرکزی خلق در ماکائو SAR